# タコ部屋 (日本の官僚)

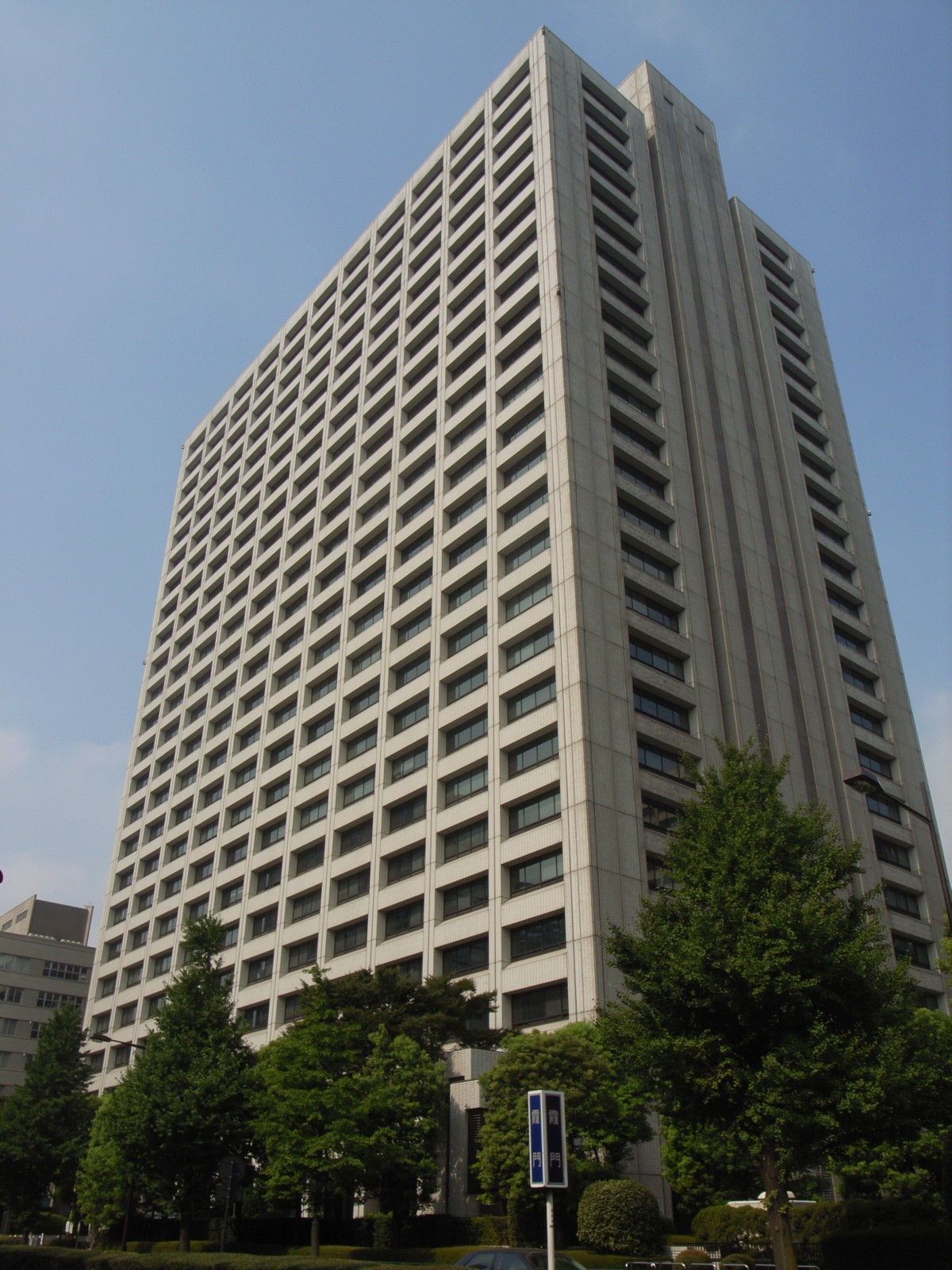
厚労省・環境省合同庁舎。東京都千代田区霞が関1丁目。

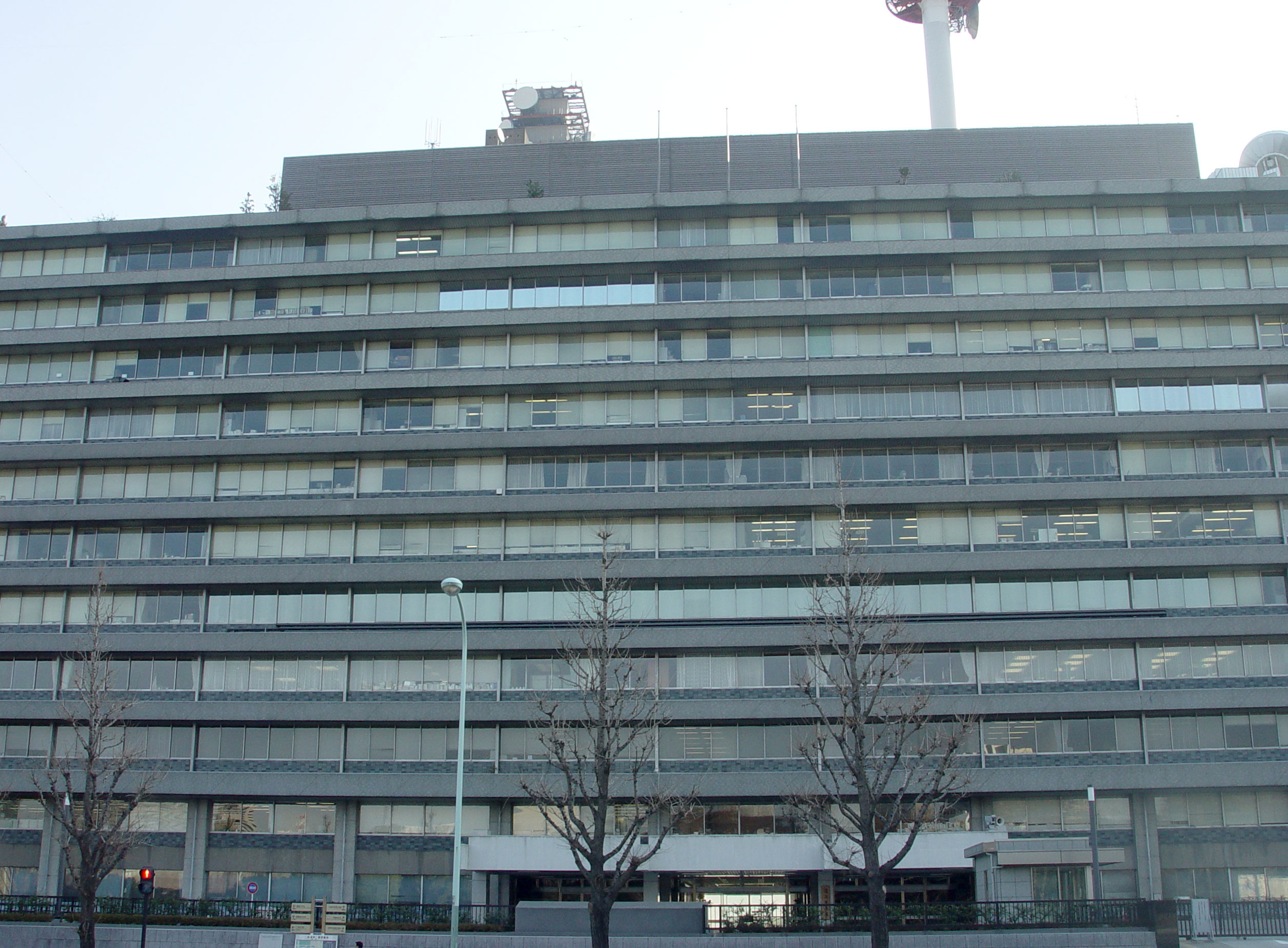
国交省本庁舎。霞が関2丁目。

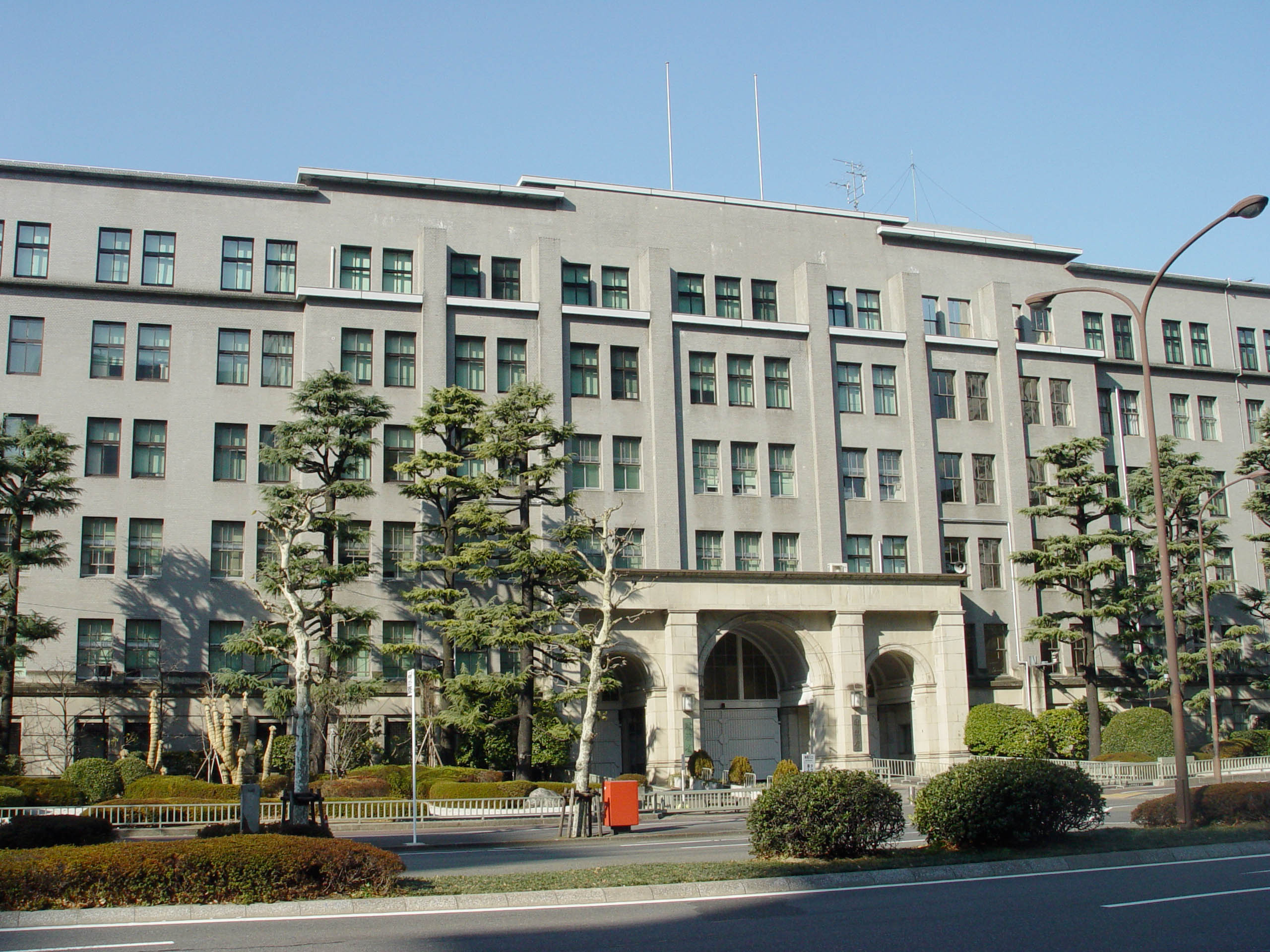
財務省本庁舎。霞が関3丁目。

タコ部屋（タコべや）は、日本の官僚が法案作成の都度設置し、一定期間、集中的に作業するための部屋。すなわち、法案準備室、または立法準備室、法制化準備室のことを指す霞が関で使われる用語である。

## 概要
法案の準備等のために設置される別室がタコ部屋と呼ばれる起源は、鉱山等において過酷な重労働に従事する労働者の人足部屋（飯場、寄宿舎）が「タコ部屋」と呼ばれていたことにある。
形態は一様ではないが、法律の作成時や改正時、例えば省内の会議室が改装されて5人から6人体制のプロジェクトチームないしタスクフォースが詰める部屋になり、概して40歳前後のキャリア官僚が室長に就き、30歳代キャリアが現場監督に就く。
法案作成は霞が関の官僚にとって最大の仕事であり、机・椅子・冷蔵庫等が運び込まれたタコ部屋に朝から晩までこもり、半年以上かけて行われる過酷な作業である。
タコ部屋には毛布も準備され、タコ部屋に泊まり込んだ際にくるまって眠ったり、夏場は寝袋の枕にする。
このプロジェクトルームは生活空間として機能し、大量のカップラーメン、仮眠用のソファ、簡易ベッドも揃っている。
タコ部屋における最若年者の生活事例としては、朝9時30分頃にタコ部屋のソファで起床、午前に資料のまとめ、午後に関係省庁との調整、議事録作成、20時を回る頃から徹夜の修正作業の傍ら雑用をこなし、23時過ぎに自分が担当する条文の修正作業、翌1時に省内地下のシャワールームで気分転換したのち、コンビニエンスストアでカップラーメンやチョコレートを購入してタコ部屋で休憩、3-4時頃に条文修正案が出揃ってからソファ・簡易ベッドで眠り、朝9時30分に起床、家に帰るのは週に1-2回、おおよそこのような生活が数か月続いた。
栄養ドリンクのリポビタンDはタコ部屋への差し入れとしてポピュラーである。
幹部らからリポビタンDとカップラーメンが段ボールで届いたりもする。慣習的に他の栄養ドリンクよりもリポビタンDが選定される。
タコ部屋は省庁の中庭に設置されたプレハブの場合もある。

## 法案作成
日本国憲法下においては、三権分立制（立法権、行政権、司法権）により立法機関は国会であり、国会議員または衆参の委員会により発議され、制定される法律いわゆる議員立法もあるが、実際には、法案の多くは行政権を有する内閣から提出されたものであり、内閣提出の法案は官僚の主導により作成される。
内閣が提出する法案は、原案の作成に始まり、内閣法制局の審査、閣議決定、国会審議を経て成立し、公布される。これらのプロセスがタコ部屋を拠点に進行する。これだけの過酷な工程を経ても、法案が廃案になることも珍しくない。

## 要員
『霞ヶ関の掟 官僚の舞台裏』（日本文芸社、2003年）の著者で元・農水官僚の林雄介が挙げる事例によると、タコ部屋の責任者となる室長 を務める者は40歳前後・調査官クラスのキャリア、タコ部屋の現場監督は30歳代・総括課長補佐クラスのキャリア事務官、それらの者に加え、担当課の課長補佐1名、若手キャリア事務官1名、担当課職員数名がチームとなり、課長補佐を中心に法律の原案作りが進められ、若手が下働きと雑用を務める。
法案作成という花形の仕事に取り組むタコ部屋に結集するタコ部屋要員は非常に優秀な職員が選ばれる。法案作成は役人人生において数回程度の経験をするか、全く経験をしない者も少なからずいる。
省庁の枠組みを超えて集まる場合や、縦割り行政に関連する弊害が見られる場合もある。
あるプロジェクトが発足してそのタコ部屋に人員がとられ人員不足で徹夜続きの部門が出たり、注目されないプロジェクトで予定よりも少人数で（やりがいと興奮で熱くのめり込みつつも）作業を強いられるタコ部屋もある。

## 過重労働
法案作成・予算案作成・国会対応などにより深夜残業が常態化している霞が関は「不夜城」という異名を有し、深夜のビル街を照らす。
2004年から2012年まで経産官僚だった宇佐美典也は、最若年者としてタコ部屋要員に従事していた頃を回想して次のように語った。
宇佐美は企業立地促進法に関わる当該プロジェクトで300時間を超える残業が数か月続き、私生活が全くないだけでなく、著しく健康を損ねたという。
さる経済官庁の課長級職員（出向中）によると、宇佐美のように体を壊す要員は少なくない。しかしながら、いわゆるブラック企業等に立ち入り調査を行う労働基準監督署であっても、一般職（事務職）の国家公務員に対して労働基準法や労働安全衛生法は拘束力がなく労働基準監督署は立ち入ることがない（同経済官庁・課長級職員）。
国家公務員の一般職とは、特別職（総理大臣、国務大臣、防衛省職員など）以外の職員全てであり、官僚は基本的に国家公務員の一般職（公務員試験の区分である「一般職」とは異なる。公務員試験の区分の場合、官僚は「総合職」である）である。国家公務員の一般職は労働基準法の拘束力がないが、地方公務員の一般職（警察官、消防官など公安職を除く）は原則として同法の拘束力がある。
国家公務員に労働基準法の拘束力がないことは、林雄介『霞ヶ関の掟 官僚の舞台裏』にもそれが不思議であると記述されている。
2007年に総理大臣官邸で行われた公務員制度に関する懇談会においては、労働基準法の拘束力がないことにより、法案作成チームに限らず、官僚の労働そのものがタコ部屋状態であると指摘されている。
労働基準法（1947年4月7日公布）の拘束力がない要因の古くは1948年7月22日の芦田均首相宛マッカーサー書簡というものがあり、その後GHQから国家公務員法改正案が提示されて法改正がなされたことによりマッカーサー書簡の法令上の明文化が行われ、労働基準法・労働組合法は国家公務員一般職に対する拘束力がないということになっている。また、公務員の勤務に関する理論の特別権力関係論は、原則として公務員は人権の制限等を受けなければならないというものである。この理論はプロイセンの行政法を模範とした大日本帝国憲法（明治憲法）下の行政法で取り入れられたものであるが、一転して第二次世界大戦後の日本の公務員の勤務関係は特別権力関係論を排除する努力がなされ、日本国憲法と合致する行政法を目指した。しかし戦後この理論は直ちに排除されたわけではなかった。1957年、公務員の勤務関係において特別権力関係を支持する最高裁判決が出たこともある（最判昭和32・5・10）。後の別の判決では特別権力関係が否定された（最判昭和49・7・19）。
タコ部屋勤務が決定すると「目の前が真っ暗」になる者もいる。また、タコ部屋生活を経験したことのある元通産官僚は、大学教授に転身した後に赴任先の大学が「パラダイス」のように思えたという。
しかしながら、「目の前が真っ暗」になる者もいると言った当該防衛官僚は、そのように言いながらも、辛いというよりも得るものが多いと解説する。関係省庁との意見調整等を経て法律の原案を作成し、内閣法制局の審査で待ち受ける「法律の鬼」 を相手に説明をし、苦労をともにした要員同士の連帯はその後の仕事にも大きく寄与するのであるという。
宇佐美典也は、著しく健康を損ねるほどの激務を伝えるその他方、法案作成という仕事の充実ぶりをこう語った。
元・通産官僚の政治家藤末健三もまた、法案作成という達成感があることにより、すさまじい残業時間でありながらタコ部屋勤務を嫌とは思わなかったという。しかしまた、藤末健三の妻は、夫がタコ部屋勤務で連日のように日付が変わってから帰宅するため、夫の過労死を心配し帰宅時間を記録していた。

## 証言・用例
```
「タコ部屋」は法律改正業務など締切のある大事な仕事を任された職員が寝泊まりする（こともある）庁内の執務部屋のこと。
—
—
 
浅野史郎
（政治家、元・
厚生
官僚）、月刊『年金時代』寄稿記事（2013年11月）
[
35
]
```

```
先日、
経済産業省
内のいくつかの部署をまわりました。（中略）通称、タコ部屋というものが存在していることを知りました。ある人は、ホワイトボードの行動予定欄に、一言、タコと書いてありました。
—
—
 
谷合正明
（政治家）、谷合正明 公式サイト『活動記録』投稿記事、2008年12月15日
[
36
]
```

```
ある日、省内の廊下を歩いていると、会議室に椅子や冷蔵庫が運び込まれていた。どうやら、タコ部屋ができるらしい。
—
—
 
林雄介（元・農水官僚）、『霞ヶ関の掟
 
官僚の舞台裏』（日本文芸社、2003年）
[
4
]
```

```
1996〜98年、厚生省（当時）に出向。児童家庭局と
保険局
で一年ずつ働きました。児童家庭局では、中庭に臨時増設されたプレハブの「タコ部屋」で、若手職員5名のチームで寝食を共にするような生活をしながら、50年振りとなる児童福祉法改正、
児童虐待防止法
の原案作成に取り組みました。（中略）2年目の保険局でも引き続き「タコ部屋」の住人となり、今度は医療保険改革に取り組みました。
—
—
 
宇波弘貴
（
財務省主税局
総務課企画官 
1989年
大蔵省
入省）、「職員からのメッセージ」（財務省職員のキャリアパス2、2009年）
[
5
]
```

```
平成7年1月17日の朝、
阪神淡路大震災
が発災し、テレビでその被災状況を見たときには信じられない思いだった。私は平成6年3月まで
兵庫県庁
に出向し、東京の建設省に戻って1年も経っていなかったからだ。（中略）その頃の私は大臣官房地方厚生課（現在の地方課）で入札・契約制度の改革に携わっており、震災とは直接関係のない仕事に追われていたのだが、発災2、3日後に上司に呼ばれ、震災対応の立法を行う可能性が高いので都市局へ応援に行ってもらうと言われた。当時、都市局ではその年の立法作業のため、プロジェクトチーム（いわゆるタコ部屋）が立ち上がっており、そこにもう一人神戸出身の後輩と一緒に放り込まれ、発災1週間後から改正作業に取り組むことになった。既に都市局のメンバーが法案に盛り込むべき事項を整理していたが、元々の立法作業が継続していたため、応援の2人で作業を開始し、その後にメンバーが加わってくる形となった。
—
—
 
大藤朗
（
国土交通政策研究所
 所長、
1980年
建設省
入省）、「大災害時における立法」、『国土交通政策研究所報』第56号（2015年 春季）
[
37
]
```

```
昨年末、首相官邸の真向かいにある新築の内閣府4階に法制化準備チームの“タコ部屋”が新たに設置された。（中略）そのタコ部屋に集められた要員には、増田和夫同局統括・調整班長（内閣参事官・88年旧防衛庁）をヘッドに、赤瀬正洋戦略・企画班長（内閣参事官・89年同）ら防衛省組と、若い入谷貴之内閣企画官や、藤本健太郎内閣企画官ら外務省の条約畑らがいる。
—
—
 
歳川隆雄
（ジャーナリスト）、『連載 永田町・霞が関インサイド』寄稿記事（ZAKZAK、2015年1月20日）
[
38
]
```

```
年賀状出発式に参加するため、三条郵便局の玄関に近付くと、金子政務官をお待ちしている総務本省の方の姿があったので、通常の挨拶をしつつ、その方のお顔を改めて直視すると、地上放送のデジタル化の“タコ部屋”（プロジェクトのために省庁内に急遽参集されるチームの総称。当時は会議室や倉庫に無理やり机と椅子を運び入れ執務室としたことから、こうした呼称となったことと思われます）勤務時代の直属の上司だったのです。
—
—
 
国定勇人
（政治家、元・郵政・
総務
官僚）、『
三条市長
日記』投稿記事、2017年1月5日
[
39
]
```

```
e-文書法に取り組むきっかけは、2002年4月に経団連が企業の効率化を図る手段として、書面の電子化を求める意見書をIT戦略本部に提出してきたことにあります。（中略）ただし、関係する法律の数がとんでもない数になるので、一本一本改正していたら業務がパンクしてしまうので、それを全部まとめてやろうという事で、「通則法」という形で法律整備をすることになったのです。（中略）現在はその調整作業に追われて、毎日帰りが朝3時くらい、という状況になっています。今年の4月に、その作業を専門に実施するために、IT担当室に13人くらいの「法制準備室」というタコ部屋を作り、各省庁から優秀な人を出していただいて、調整作業に入っているところです。
—
—
 
山田安秀（
1988年
 
通産省
入省）、
CNET Japan
インタビュー記事（2004年7月26日）
[
40
]
```

```
法律をつくったりするときに、各府省から人を出し合ってタコ部屋をつくってやるぞということはありますね。そういう意味でのタコ部屋でしょう。まだ法案の前ですけれども、非常に関係する部分でタコ部屋というか舞台をつくって、そこに人を拠出してやるということを、そろそろ考えるべきではないかということですね。だとすると、それこそ人材配置の問題もあるし、本当にそれが可能かどうか少し確認をしないと、その場ではそうですねとなかなか言いにくい問題があります。
—
—
 
大串博志
（政治家、元・大蔵・財務官僚）、第7回 子ども・子育て新システム検討会議、2010年8月26日
[
41
]
```

```
通常、省内で法改正に当たる際は通称「タコ部屋」といって、一部の職員を囲い込んで法改正の作業に専念させるのですが、今回はそういった囲い込みをしませんでした。総勢50名を超える下水道部の職員ほぼ全員が何らかの形で法改正に携わりましたので、まさに総力戦の様相でした。
—
—
 
茨木誠・橘有加里（
国交省
水管理・国土保全局
下水道部 下水道企画課長補佐）・山縣弘樹（下水道部 流域管理官補佐）、下水道循環のみち研究会
 
第25回セミナー講演録（2015年8月28日）
[
42
]
```

```
いずれにしろ、わざわざ面倒な法律をつくって変える必要があるのかということですね。貴重な労力を、役人の方々、これは法律をつくるとなったら、これまたタコ部屋といいますか専門の室をつくって何人か張りついてやるわけであります。これは、前向きなことをするならともかく、何か体裁を整えるためだけのことをする必要があるのか、こういうことであります。
—
—
 
近藤洋介
（政治家、元・
官庁
担当
新聞記者
）、第168回国会
 
経済産業委員会
 
第6号、2007年12月21日
[
43
]
```

```
ジェー・シー・オーの事故
を機に、原子力災害特別措置法というものをつくろうということになりまして、私もタコ部屋に放り込まれまして、そこでさまざま、その一部でも貢献をさせていただいたということもありました。
—
—
 
伊佐進一
（政治家、元・
科技庁
・
文科
官僚）、第183回国会
 
原子力問題調査特別委員会
 
第3号、2013年4月8日
[
44
]
```

```
電波利用料というのは、私が平成元年に役所に入ったときに最初に手がけました法律、いわゆるタコ部屋に入っておりまして、係員でありましたけれども、これをつくったときのプロジェクトの一員でございました。非常に感慨深いものがございます。当時は、小さく産んで大きく育てると言っておりましたけれども、二十年たって、大きく育って、電波行政に非常に役立っているという認識をしているところであります。しかし、二十年たって少々古くなってきているのかなという思いもございますので、そういった観点から質問をしてまいりたいと思います。
—
—
 
奥野総一郎
（政治家、元・
郵政
官僚）、第183回国会
 
総務委員会
 
第7号、2013年5月21日
[
45
]
```

```
機構・定員要求をして、そして座布団をつけてもらって、しかし、実際は、一年の中で急いで法案をつくらなきゃいけないといって、役所なんかでよくタコ部屋なんて言い方をしたりしていますけれども、そういう実際についたものと違う部屋を慌ててつくって、それはもう、帳簿上のものと実際役所に行って座席表なんかを見るとそれが全然違っているわけでありまして、これは何なんだろうというところが確かにあるんでございます。
—
—
 
朝比奈一郎
（実業家、元・経産官僚）、第185回国会
 
内閣委員会
 
第10号、2013年11月8日
[
46
]
```

```
まず、国が自ら漁場整備を行うという新しい制度を創設するためには、法律の改正や制令の策定が必要です。これについては、漁港漁場整備法改正準備室（いわゆるタコ部屋）の担当者のおかげで、漁港漁場整備法の改正が5月に、また政令の制定が8月に無事終了しました。担当者におかれては、ご苦労に敬意を表したいと思います。
—
—
 
岡貞行（
水産庁
整備課 上席水産土木専門官）、「私からの本音トーク」、『漁港漁場漁村のメールマガジン』第24号（2007年9月11日）
[
47
]
```

```
振り返ってみると、今から15年前、日光での研究生活に後ろ髪を引かれながらいろは坂を下り、研究指導課に設置された水産研究所組織再編準備室（通称タコ部屋）に異動したのが自分の回遊の始まりでした。1年と少しのお勤めの後、日光、霞ヶ関（内閣府）、日光、上田、伊勢、みなとみらい、波崎、横浜市金沢と回遊を続け、この4月にまた水産庁に舞い戻ってきました。
—
—
 
生田和正（水産庁増殖推進部 
参事官
）、「回遊魚の話」、水産庁施策情報誌『漁政の窓』（2013年8月号）
[
48
]
```

```
「俺たちいったい、貴重な青春時代を何に使ってんだろうな……。本当は女の子のお尻を追っかけてる年ごろだよな」「いや、こんなクリスマスイブもなんかいいじゃないっすか。青春っぽくて」とボヤきながら、ラーメンをドカ食いしたのは結構いい思い出です。
—
—
 
宇佐美典也（元・経産官僚）『30歳キャリア官僚が最後にどうしても伝えたいこと』第3章 キャリア官僚制度には意義がある: 「タコ部屋」の思い出（ダイヤモンド社、2012年）
[
8
]
```